# あれが岬の灯だ
「あれが岬の灯だ」は、1960年8月20日にビクターレコードより発売された橋幸夫の2枚目のシングルである（VS-378）。

## 概要
- ビクターオーディションに合格して、吉田門下となった橋に、恩師の佐伯孝夫（作詞）、吉田正（作曲）が用意した曲は「潮来笠」「伊太郎旅唄」「あれが岬の灯だ」「君恋い波止場」の4曲で、前2曲がデビュー盤「潮来笠」として発売、後2曲が2枚目シングルとして、その1ヶ月後に発売となった。
- デビュー前のレッスンで、恩師の吉田に「どれが好き」と聞かれて、「あれが岬の灯だ」が好きと答えた[2]と後に明かしている。
- 橋自身は、ロカビリー好きで、ギターの練習もしていたこともあり、「あれが岬の灯だ」でのデビューを期待、「『潮来笠』の純日本調に違和感があった」としているが、「（潮来笠の）路線を進めていただいた佐伯先生と吉田先生は正に慧眼だった」と回顧している[3]。
- 吉田は本楽曲について「高音は甘さをくずさないでよく伸び、内容の味を満天に近いほど出すことができている」と評している[4]。
- 本楽曲は、「潮来笠」が発売されて間もない時期にリリースされ、「潮来笠」が大ヒットしはじめると、すぐに3作目の「おけさ唄えば」がリリースされたため、「私は、好きな曲でしたが、『潮来笠』と『おけさ唄えば』にはさまれて地味な存在のシングルになってしまった」としている[5]。
- 1961年に年間で10万枚を売り上げ、ビクターの年間ヒット賞を受賞した[6]。

## 収録曲
1. あれが岬の灯だ
作詞：佐伯孝夫、作・編曲：吉田正
2. 君恋い波止場
作詞：佐伯孝夫、作・編曲：吉田正

## 収録アルバム
- ベスト盤への収録はほとんどないが、
『橋幸夫が選んだ橋幸夫ベスト40曲』（2000年10月4日）VICL-60641～2
に収録されている。
- CD-BOXでの収録は以下のとおり。
『橋幸夫大全集』1993/9　Disc1
『橋幸夫ベスト100+カラオケ15』2015/10　Disc1
このほか『吉田正大全集』 1997/9　Disc4にも収録